# Circus (албум Бритни Спирс)
Circus је шести студијски албум америчке певачице Бритни Спирс. Издат је 28. новембра 2008. године. Бритни је почела да ради на албуму раније те године са много нових продуцената као што су Bloodshy & Avant и Danja, комбинујући електропоп и урбану музику са њеног претходног албума Blackout. Албум је издат на њен рођендан.
Албум је углавном примио позитивне оцене од музичких критичара. После издавања, албум је дебитовао на првом месту листе Billboard 200, чинећи Бритни најмлађим женским извођачем у историји са пет албума који су дебитовали на првом месту. Овај рекорд је уписан у Гинисову књигу рекорда.
Први сингл са албума Womanizer је постао интернационални хит, достижући топ 10 широм света укључући и прво место на Billboard Hot 100. Други сингл Circus, достигао је треће место у САД и топ 10 у неколико других земаља. Остали синглови су: If U Seek Amy и Radar. Бритни је промовисала албум са неколико наступа укључујући њену прву светску турнеју у последњих пет година. The Circus албум је продат у преко 4 милиона примерака.

## Списак песама
| #   | Назив              | Писац                                                                                 | Продуцент                     | Трајање |
| --- | ------------------ | ------------------------------------------------------------------------------------- | ----------------------------- | ------- |
| 1.  | -{Womanizer        | Nikesha Briscoe, Rafael Akinyemi                                                      | K.Briscoe, The Outsyders}-    | 3:43    |
| 2.  |                    |                                                                                       |                               | 3:12    |
| 3.  |                    | -{Shelly Peiken, Arnthor Birgisson, Wayne Hector                                      | Guy Sigsworth}-               | 3:54    |
| 4.  |                    | -{Nathaniel Hills, James Washington, Luke Boyd, Marcella Araica                       | Danja}-                       | 3:59    |
| 5.  |                    | -{Gottwald, Kelly, Levin                                                              | Dr. Luke, Benny Blanco}-      | 2:53    |
| 6.  |                    | -{Max Martin, Shellback, Savan Kotecha, Alexander Kronlund                            | Max Martin}-                  | 3:37    |
| 7.  |                    | -{Christian Karlsson, Pontus Winnberg, Henrik Jonback, Kasia Livingston, L.A. Zaldaña | Bloodshy & Avant}-            | 4:23    |
| 8.  |                    | -{Hills, Stacy Barthe, Araica                                                         | Danja}-                       | 3:09    |
| 9.  | -{Mmm Papi         | Britney Spears, Henry Walter, Adrien Gough, Peter-John Kerr, Nicole Morier            | Let's Go To War}-             | 3:22    |
| 10. | -{Mannequin        | Spears, Harvey Mason, Jr., Rob Knox, James Fauntleroy II                              | Harvey Mason, Jr., Rob Knox}- | 4:06    |
| 11. | -{Lace and Leather | Gottwald, Levin, Frankie Storm, Ronnie Jackson                                        | Dr. Luke}-                    | 2:48    |
| 12. | -{My Baby          | Spears, Sigsworth                                                                     | Guy Sigsworth}-               | 3:20    |

### Бонус песме
| #   | Назив        | Писац | Продуцент                      | Време |
| --- | ------------ | --- | ------------------------------ | ----- |
| 13. | -{Radar      | Christian Karlsson, Winnberg, Jonback, Balewa Muhammad, Candice Nelson, Ezekiel „Zeke“ Lewis & Patrick „J.Que“ Smith | Bloodshy & Avant, The Clutch}- | 3:49  |
| 14. | -{Rock Me In | Spears, Greg Kurstin, Morier                                                                                         | Greg Kurstin}-                 | 3:17  |
| 15. |              | |                                | 3:35  |
| 16. | -{Amnesia    | Fernando Garibay, Kasia Livingston}-                                                                                 |                                | 3:56  |

#### Бонус песме
| #   | Назив | Писац | Продуцент | Време |
| --- | ----- | ----- | --------- | ----- |
| 14. |       |       |           | 3:35  |